# Drift - Cavalca l'onda
Drift - Cavalca l'onda (Drift) è un film del 2013 diretto dalla coppia Morgan O'Neill-Ben Nott.

## Trama
Australia, anni settanta. I fratelli Andy e Jimmy condividono la passione per il surf e le onde. Da bambini si trasferiscono assieme alla madre a Margaret River, una tranquilla città costiera con le onde più difficili da cavalcare. Per i successivi 12 anni i ragazzi perfezionano la loro tecnica di surfisti. Jimmy, atleta dotato e innovatore della disciplina, inizia però una vita da criminale per saldare i debiti di famiglia. Andy prende allora la decisione di scommettere sul talento di Jimmy e sulle sue invenzioni per il surf, e mette su un'attività: insieme i due ripensano il design delle tavole, preparano in casa un nuovo tipo di tute acquatiche, e vendono tutta la loro merce al di fuori di un piccolo furgoncino. Quando finiscono coinvolti nel giro di uno spacciatore di droga locale, tutto quello che hanno costruito rischia di andare in pezzi. Incoraggiati dal loro amico JB, un fotografo di surfisti, cercheranno invece un modo per espandere il loro business creando la "Drift".

## Produzione

### Budget
Il budget del film fu di circa 11 milioni di dollari australiani.

### Riprese
Le riprese della pellicola cominciarono il 1º agosto 2011 e vennero girate interamente in Australia.

## Distribuzione
Il primo trailer del film uscì il 18 dicembre 2012 mentre Il film venne distribuito nel 2013 in Australia; dall'8 agosto dello stesso anno arrivò in Italia, distribuito da Koch Media.